# Free Gaza
 (mai 2010).
Si vous disposez d'ouvrages ou d'articles de référence ou si vous connaissez des sites web de qualité traitant du thème abordé ici, merci de compléter l'article en donnant les références utiles à sa vérifiabilité et en les liant à la section « Notes et références ».
Free Gaza est une coalition d'organisations et d'activistes opposés au blocus de la bande de Gaza. Parmi ses organisations membres, on compte l'International Solidarity Movement (ISS), ainsi que l'İnsani Yardım Vakfı (IHH), une organisation  turque fondée en 1992 et dirigée par Bülent Yildirim.[réf. souhaitée]

## Missions
Le Free Gaza Mouvement a, depuis août 2008, pris la mer depuis Chypre pour la bande de Gaza. Accompagné de témoins internationaux, l'objectif affiché du mouvement est de fournir des biens humanitaires à Gaza. Ils dénoncent et condamnent l'embargo de la Bande de Gaza opéré par Israël et l'Égypte, et cherchent à alerter la communauté internationale. Leurs bateaux sont les premiers bateaux internationaux à voyager vers Gaza depuis 1967[réf. nécessaire]. L'ONU rend public le rapport de sa commission d'enquête sur l'abordage de la flottille a rendu public ses conclusions, Rapport Palmer présentant les responsabilités des différentes parties : d'une part le blocus maritime est estimé légal, Israël étant donc justifié à intercepter la flottille ainsi qu'à faire usage de la force « à des fins de légitime défense » dès lors que les militaires « ont été accueillis par une résistance organisée et violente d'un groupe de passagers ». 

## Objectifs déclarés
Ils déclarent avoir des années d'expérience en travaillant bénévolement dans la bande de Gaza et en Cisjordanie sur l'invitation des Palestiniens.
Ils indiquent vouloir briser le siège de Gaza, réveiller la conscience internationale sur la fermeture de la bande de Gaza, devenue comme une prison, pousser la communauté internationale à revoir sa politique de sanctions et à mettre fin à son soutien à l'occupation israélienne, soutenir le droit de la Palestine à accueillir les internationaux comme visiteurs, observateurs humanitaires, travailleurs humanitaires, journalistes ou autres.

### Historique des missions
- mai 2010 : flottille de la liberté.
- juin 2011 : Flottille de la Liberté II.